# Dodecadodecaedru ditrigonal
În geometrie doecadodecaedrul ditrigonal este un poliedru stelat uniform, cu indicele U41. Are 24 de fețe (12 pentagoane și 12 pentagrame), 60 de laturi și 20 de vârfuri. Un poliedru neconvex are fețe care se intersectează care nu reprezintă laturi sau fețe noi. Doar cele marcate cu sfere aurii sunt vârfuri, iar cele cu linii argintii sunt laturi.
Are simbolul Schläfli extins b{5,5/2} și diagrama Coxeter . Are 4 construcții echivalente în triunghiul Schwarz, de exemplu simbolul Wythoff 3 | 5/3 5 și diagrama Coxeter .

## Mărimi asociate

### Coordonate carteziene
Având în comun vârfurile cu dodecaedrul, coordonatele carteziene ale vârfurilor unui dodecadodecaedru ditrigonal cu lungimea laturii 2, centrat în origine, sunt toate permutările ale:
{\displaystyle \left(\,\pm 1,\,\pm 1,\,\pm 1\,\right)}
{\displaystyle \left(\,\pm \varphi ,\,\pm (\varphi -1),\,0\,\right)}
unde {\displaystyle \varphi ={\frac {1+{\sqrt {5}}}{2}}} este secțiunea de aur.

### Raza sferei circumscrise
Pentru lungimea laturii egală cu a, raza sferei circumscrise este:
{\displaystyle R={\frac {\sqrt {3}}{2}}\,a\approx 0,866025\,a.}

## Poliedre înrudite
Anvelopa sa convexă este un dodecaedru. În plus, are în comun aranjamentul laturilor cu micul icosidodecaedru ditrigonal (având în comun fețele pentagramice), marele icosidodecaedru (având în comun fețele pentagonale) și compusul de cinci cuburi regulat.
| a{5,3}                           | a{5⁄2,3}                          | b{5,5⁄2}                    |
| =                                | =                                 | =                           |
| -------------------------------- | --------------------------------- | --------------------------- |
| Micul icosidodecaedru ditrigonal | Marele icosidodecaedru ditrigonal | Dodecadodecaedru ditrigonal |
| Dodecaedru (anvelopa convexă)    | Compus de cinci cuburi            |                             |

În plus, poate fi privit ca un dodecaedru fațetat: fețele pentagramice sunt înscrise în pentagoanele dodecaedrului.

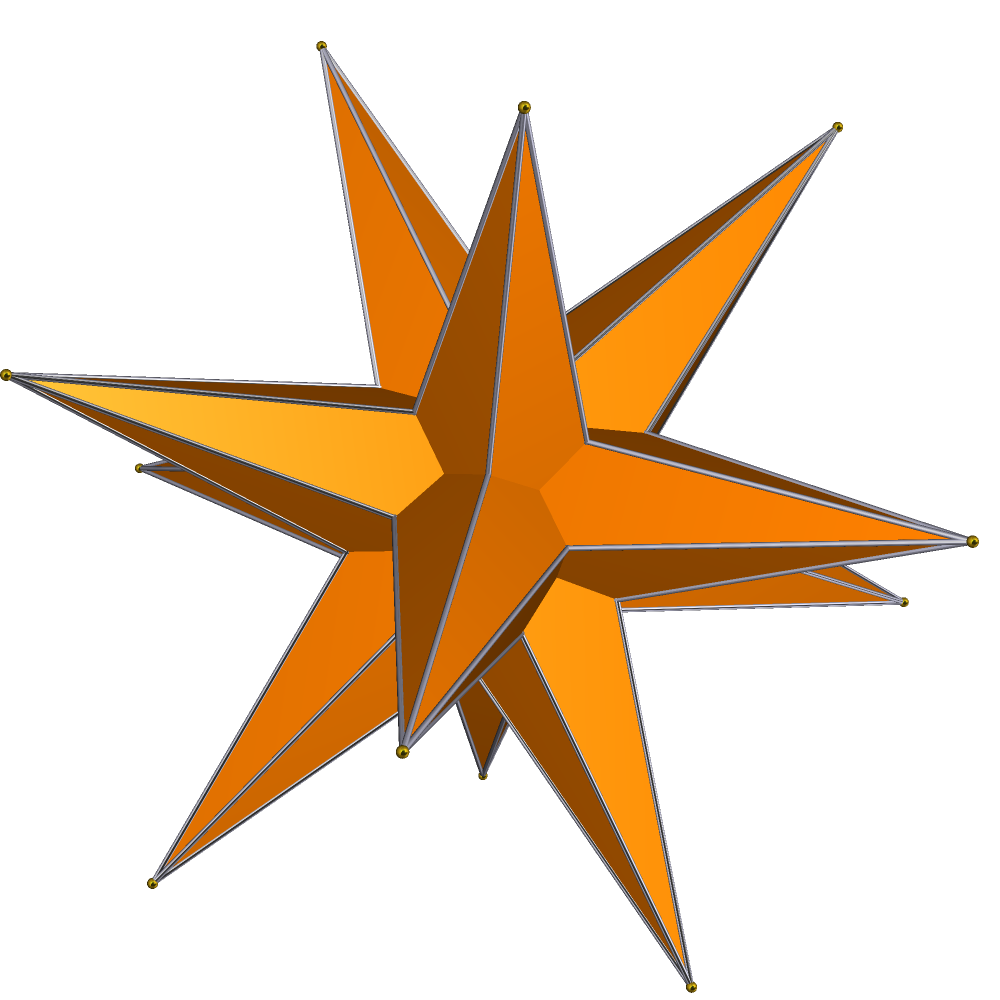
Dual: icosaedru triambic medial

### Poliedru dual
Dualul său este icosaedrul triambic medial, care este o stelare a icosaedrului.

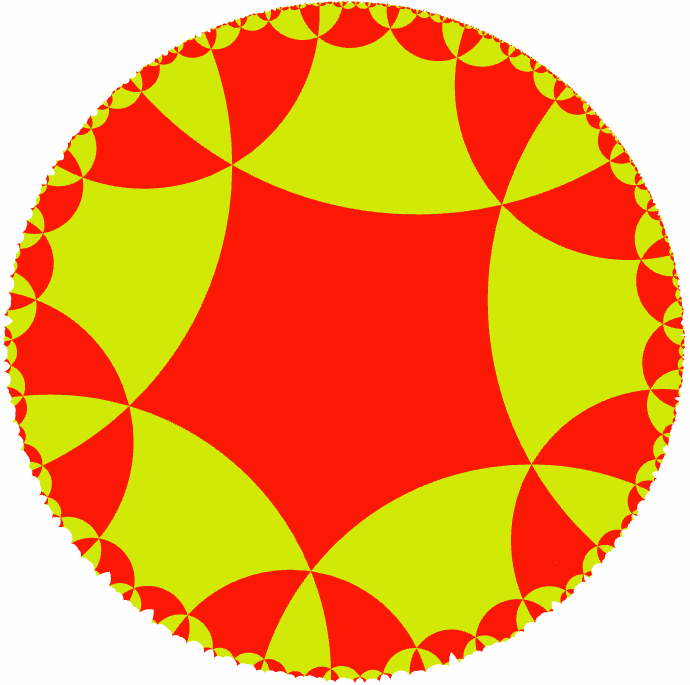
Pavare pentagonală de ordinul 6

### Pavare hiperbolică
Este echivalent din punct de vedere topologic cu pavarea pentagonală de ordinul 6 din spațiul cât hiperbolic, prin distorsionarea pentagramelor înapoi în pentagoane regulate. Ca atare, este un poliedru regulat de indice doi.